# LeRoy Samse
LeRoy Perry Samse  (ur. 13 września 1883 w Kokomo, zm. 1 maja 1956 w Sherman Oaks) – amerykański lekkoatleta specjalizujący się w skoku o tyczce, uczestnik letnich igrzysk olimpijskich w Saint Louis (1904), srebrny medalista olimpijski w skoku o tyczce.

## Sukcesy sportowe
- mistrz Stanów Zjednoczonych w skoku o tyczce – 1906[1]

| Rok  | Miasto      | Zawody               | Konkurencja   | Wynik         |
| ---- | ----------- | -------------------- | ------------- | ------------- |
| 1904 | Saint Louis | Igrzyska olimpijskie | skok o tyczce | srebrny medal |

## Rekordy życiowe
- skok o tyczce – 3,78 (1906)